# Jakovlev AIR-3
Jakovlev AIR-3 Pionýrská pravda (rusky: АИР-3 Пионерская правда) byl sportovní, dvoumístný vzpěrový hornoplošník navržený Alexandrem Sergejevičem Jakovlevem koncem 20. let 20. století.

## Vznik a vývoj
V roce 1927 A.S. Jakovlev navrhl ultralehký letoun AIR-1. To bylo první ze série deseti letadel, které navrhl v letech 1927-1933. Třetí stroj v této řadě AIR-3 (1929) vycházel z předchozího AIR-2 Pionýr (АИР-2 "Пионер"). Až návrhy AIR-1 a AIR-2 mu zajistily v roce 1927 přijetí na Vojenskou akademii vzdušného inženýrství Nikolaje Žukovského (VVA), kam se předtím pro chybějící dělnický původ nemohl dostat. Promoval v roce 1931.
Historie lehkého letounu AIR-3 začala tím, že Komise pro velké sovětské lety Ústřední rady SSSR společnosti Osoaviachim (Осоавиахим) vyzvala Akademii VVA, aby byla stavěna nízkovýkonová letadla s maximálním možným doletem a délkou letu. Letouny by byly určeny pro dálkové a propagandistické lety. Design a konstrukce takového letounu byly v roce 1928 svěřeny A.S. Jakovlevovi, studentu druhého ročníku VVA. Stavba AIR-3 začala v dubnu 1929 a byla provedena částečně v továrně Menžinsky č. 39 a částečně v dílnách VVA s podporou novin Pionýrská pravda a společnost Osoaviachim (pozdější DOSAAF). Letoun byl dokončen v červnu 1929 díky tomu, že několik konstrukčních detailů bylo použito z prvního letounu AIR-1, zejména zadní ocasní plochy a část trupu. AIR-3 úspěšně absolvoval v roce 1929 letové testy prováděné sovětským Inspektorátem civilního letectví a následně mu bylo uděleno osvědčení letové způsobilosti.
AIR-3 byl zapsán do leteckého rejstříku s imatrikulací CCCP-310. Na tuto konstrukci navázal A.S. Jakovlev o rok později letounem Jakovlev AIR-4.

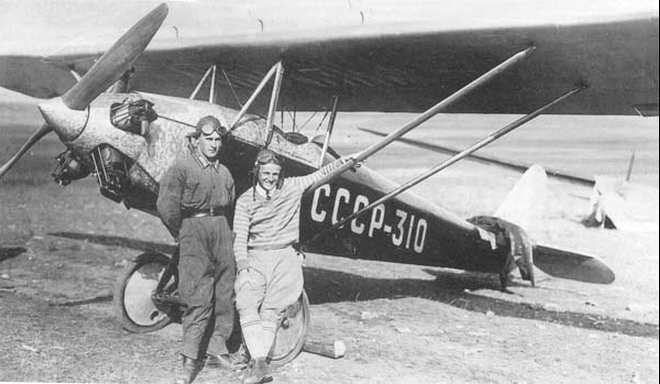
D. A. Košic (vpravo) a mechanik B.N. Podlesnij před letounem Jakovlev AIR-3

## Popis letounu
AIR-3 byl sportovní hornoplošník typu parasol povětšinou z masivního dřeva. Horní část křídla, od zadního nosníku po spodní část předního nosníku, byla chráněna překližkou. Překližka s postranními členy a žebry dávala konstrukci tuhý vzhled, což výrazně snižovalo odpor vzduchu. Celá spodní část křídla i zadní část jeho horního povrchu byly pokryty plátnem. Křídlo typu „Prandtl“ s profilem Göttingen 387 bylo třídílné. Střední část křídla byla k trupu připevněna čtyřmi vzpěrami a výztuhami (baldachýn). Levá a pravá konzolová část křídla (vždy ze dvou nosníků a sady žeber) byla připevněna ke spodní části trupu dvěma dvojicemi šikmých vzpěr. To poskytovalo dobrou stabilitu za letu, optimální viditelnost, přítok paliva gravitací a snadný přístup ke kokpitům. V křídle byly celkem tři palivové nádrže o celkové kapacitě 176 litrů.
Trup byl smíšené konstrukce. Trup byl ze dřeva (borovice) se čtyřmi nosníky průřezu 27x27 mm a u ocasní části 20x20 mm. Trup obdélníkového průřezu byl na vrchním povrchu zaoblen.
Podvozek se skládal z profilovaných ocelových trubek s dřevěnými kapotážemi. Kola byla spojena nápravou ze speciální trubky 44x41 mm. Zadní ostruha na trupu s tlumením nárazů gumovou šňůrou byla výkyvná o 15° doprava a doleva. Rám motoru byl svařen z ocelových trubek 25x27 mm a je připevněn k trupu čtyřmi šrouby, což umožňovalo snadnou výměnu motoru a snadný přístup k motoru. Rám motoru a samotný motor byly opláštěny hliníkovými kryty.
Letoun byl osazen československým vzduchem chlazeným pětiválcovým hvězdicovým motorem Walter NZ-60. Byl postaven pouze jeden letoun.

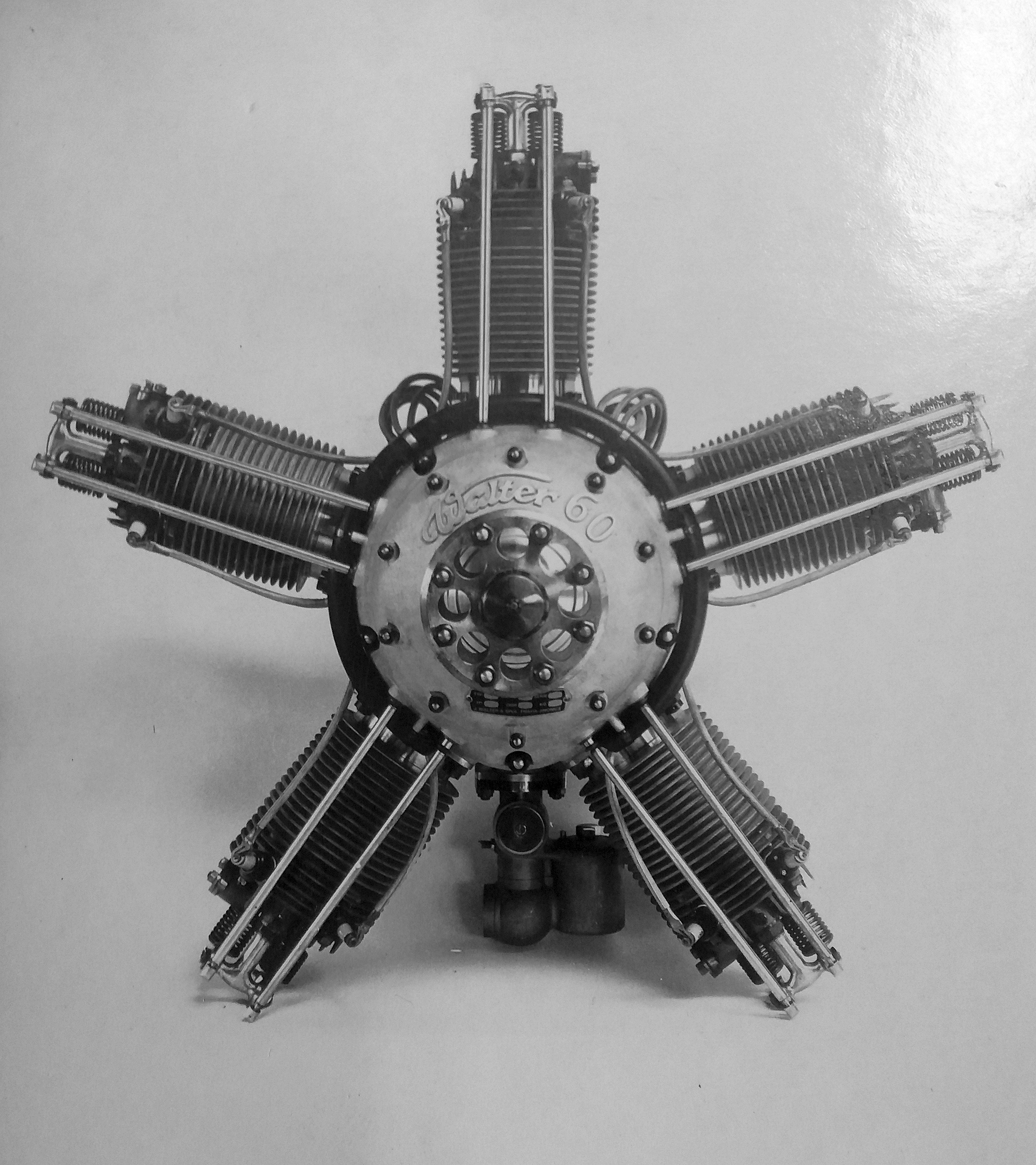
Walter NZ-60

## Použití
S letadlem AIR-3 pilot A.I. Filin a pozorovatel pilot A. F. Korolkov (tehdy studenti VVA) absolvovali 31. srpna 1929 první delší let na trase Moskva - Miněralnyje Vody. Cestu z Předkavkazska zpět 6. září 1929 nonstop letem na trase Miněralnyje Vody - Moskva v délce 1750 km zvládli průměrnou rychlostí 166,8 km/h, čímž nastavili dva "světové rekordy" pro lehká letadla. Podle tehdejší klasifikace Mezinárodní letecké federace (FAI) zahrnovala tato kategorie dvoumístná letadla s prázdnou hmotností do 400 kg. Dosažená délka letu výrazně překročila oficiální rekord 1305,5 km, který 16. října 1928 vytvořili švýcarští piloti Hans Wirth a Erica Naumann na jednoplošníku Klemm-Daimler. Úspěchy AIR-3 nebyly uznány za oficiální rekordy, protože SSSR dosud nebyl členem FAI.
Po důkladné prohlídce letadla a motoru již 29. září 1929 odletěl AIR-3 na Krym, aby se zúčastnil 6. všesvazové soutěže kluzáků. Navzdory extrémně nepříznivým větrným podmínkám pilot Dmitrij A. Košic a mechanik B. N. Podlesnij s jedním mezipřistáním zvládli 1420 km v čase 10 hodin 51 minut a přistáli v Zaporoží, aby 30. září let dokončili let a přistáli v Koktebelu na pobřeží Černého moře. Po soutěži a několika předváděcích letech koncem října byl vykonán zpáteční let do Moskvy přes Sevastopol. V krátkém časovém období 2 měsíců nalétal AIR-3 asi 10 000 km za 70 letových hodin.

## Uživatelé
- Sovětský svaz

## Specifikace
Údaje dle

### Technické údaje
- Posádka: 2 (instruktor a žák)
- Rozpětí: 11,0 m
- Délka: 7,05 m
- Výška: 2,40 m
- Nosná plocha: 16,5 m2
- Plošné zatížení: 37,2 kg/m2
- Hmotnost prázdného letounu: 392 kg
- Vzletová hmotnost: 615 kg
- Pohonná jednotka: vzduchem chlazený hvězdicový pětiválcový motor Walter NZ-60
- Výkon pohonné jednotky:
  - vzletový: 75 k (55 kW) při 1750 ot/min
  - jmenovitý: 60 k (44 kW) při 1400 ot/min
- Vrtule: dvoulistá dřevěná s pevnými listy

### Výkony
- Maximální rychlost: 146 km/h
- Cestovní rychlost: 130 km/h
- Nejmenší rychlost: 66 km/h
- Dostup: 4 200 m
- Dolet: 2 000 km
- Vytrvalost: 14 h